# Cecilia Camps Gonzalvo
Cecilia Camps Gonzalvo (Zaragoza, 13 de junio de 1877 – Valencia, 1941) fue una escritora, periodista y dramaturga española, defensora de la educación de la mujer y una de las primeras mujeres en formar parte de la Asociación de la Prensa de Madrid y la Sociedad de Autores.

## Biografía
Cecilia Camps Gonzalvo, conocida por Cecilia Camps, vivió la mayor parte de su niñez y juventud en Filipinas, adonde su padre, el músico Óscar Camps y Soler, y su madre, Vicenta Gonzalvo, se trasladaron en 1879 junto a toda la familia, formada por cinco chicas y un chico, después de que ella naciera. Se casó a los 20 años con el abogado y funcionario de Intendencia de Hacienda, Benito Perdiguero Iriarte, 20 años mayor que ella, con él tuvo un hijo y una hija, Fernando y Esperanza. 
Dejando atrás el conflicto bélico entre España y Filipinas llegó a Madrid el 12 de abril de 1899. La muerte de su marido en febrero de 1905, solo ocho años después de las nupcias, la dejó en una situación económica débil, por lo que tuvo que ponerse a trabajar. Su primer empleo fue de secretaria en el Centro de Hijos de Madrid, que era una entidad de beneficencia.
Mujer con una cultura más refinada que la de la mayoría de las mujeres de la época y con una clara vocación literaria empezó pronto a publicar artículos y poemas en periódicos y revistas. Asimismo, escribió narrativa y una obra de teatro. Fue una de las primeras mujeres en pertenecer a la Asociación de la Prensa y a la Sociedad de Autores. Según Rafael Cansinos Assens, con quien mantuvo relación epistolar y sentimental. Cecilia Camps deseaba abrir un salón literario como el organizado por Carmen de Burgos Colombine, pero no llegó a hacerlo.

### Obra
Su primer artículo, ¡1º de Mayo!, fue publicado en 1909 por el Heraldo de Alicante y se trataba de un encargo realizado por el Centro obrero de esa ciudad para leerse en los actos de celebración de ese día.A este le seguirían otros en periódicos como El liberal, El Motín o Nueva España; y en medios de provincias, como el semanario Era Nueva, de tendencia republicana. Casi siempre trataba temas de los llamados femeninos, aunque iría evolucionando desde posiciones conservadoras a otras más críticas. 
Abogó siempre por una mayor instrucción de las mujeres pensando que ello elevaría el nivel de los hogares y la sociedad, al tiempo que defendía la enseñanza laica, lo que le granjeó la antipatía de la iglesia. Si bien creía que lugar de la mujer era el hogar y que solo debía abandonar este para trabajar cuando las condiciones económicas lo exigieran para mantener a su familia. 
Debutó en el campo de la narrativa sobre 1910 con la obra Alma desnuda, volumen de catorce cuentos, que tuvo una buena acogida y recibió elogios de literatos y críticos de la época por su prosa y técnica. Fue prologado por Eduardo Zamacois e incluye el comentario de Emiliano Ramírez Ángel. También fue muy alabada su primera y única novela, Lo que ellos quieren, publicada en 1911, y que aborda la necesidad de educar a la mujer para elevar su espíritu y evitar el aburrimiento dentro del matrimonio y la infidelidad.

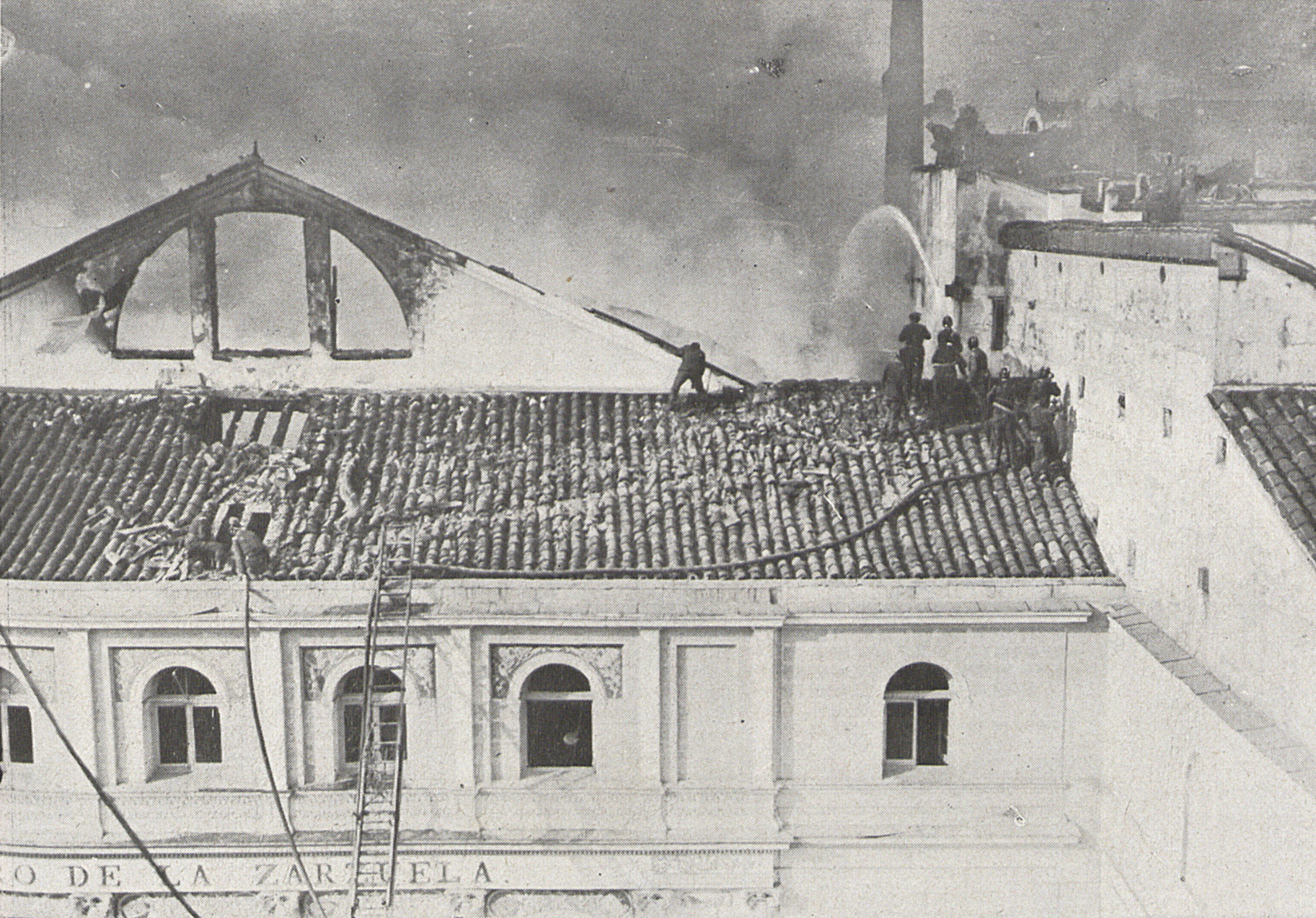
El Gran guignol, de Cecilia Camps, se estrenó en Teatro de la Zarzuela, reconstruido tras el incendio sufrido en 1909.

Tras el éxito literario de sus obras, apenas escribió nada durante cinco años, posiblemente por problemas de salud. Publicó en la prensa algún cuento o artículo, pero de forma aislada. Sin embargo, reapareció en 1916 con una comedia en tres actos, El Gran Guignol, con la obtuvo buenas críticas por su trama y belleza de texto. Fue estrenada el 14 de enero en el Teatro de la Zarzuela, siete años después de que sufriera un terrible incendio, y protagonizada por la actriz Nieves Suárez.

### Escasa presencia
De nuevo, a partir de ese año, Cecilia Camps Gonzalvo vuelve a desaparecer del ámbito literario, salvo para dirigir la revista Ideal Fémina, con carácter quincenal. 
En los años veinte apareció en colaboraciones con revistas infantiles, como Chiquilín, y en revistas de moda. Más tarde, en 1931, tradujo del francés La casa sombría, de la escritora Philine Burnet, y La gran serpiente del mar, de la misma autora junto a P. Conteaud. 
Estas traducciones fueron sus últimos trabajos conocidos. A partir de entonces su nombre se fue olvidando. La guerra la llevó a Valencia y más tarde a Almansa, donde falleció en 1941. Su memoria ha sido rescatada por el catedrático de Literatura Española e historiador Javier Barreiro.